# هاري باركر (لاعب كرة قاعدة)
هاري باركر (بالإنجليزية: Harry Parker)‏ هو لاعب كرة قاعدة أمريكي، ولد في 14 سبتمبر 1947 في هايلاند في الولايات المتحدة، وتوفي في 28 مايو 2012 في ريتشموند في الولايات المتحدة.

## وصلات خارجية
- هاري باركر على موقع دوري كرة القاعدة الرئيسي (الإنجليزية)
- هاري باركر على موقعبيزبول رفرنس.كوم (الدوري الرئيسي) (الإنجليزية)
- هاري باركر على موقعبيزبول رفرنس.كوم (الدوري الثانوي) (الإنجليزية)